# Поренба
Поренба (пољ. Poręba) је град у Пољској у Војводству Шлеском у Повјату zawierciański. Према попису становништва из 2011. у граду је живело 8.861 становника.

## Становништво
Према прелиминарним подацима са пописа, у граду је 2011. живело 8.861 становника.
| 2002. | 2011. | 2012. |
| ----- | ----- | ----- |
| 8.888 | 8.861 | 8.833 |